# SLC39A9
SLC39A9 (англ. Solute carrier family 39 member 9) – білок, який кодується однойменним геном, розташованим у людей на короткому плечі 14-ї хромосоми. Довжина поліпептидного ланцюга білка становить 307 амінокислот, а молекулярна маса — 32 251.
| 10         |  | 20         |  | 30         |  | 40         |  | 50         |
| ---------- |  | ---------- |  | ---------- |  | ---------- |  | ---------- |
| MDDFISISLL |  | SLAMLVGCYV |  | AGIIPLAVNF |  | SEERLKLVTV |  | LGAGLLCGTA |
| LAVIVPEGVH |  | ALYEDILEGK |  | HHQASETHNV |  | IASDKAAEKS |  | VVHEHEHSHD |
| HTQLHAYIGV |  | SLVLGFVFML |  | LVDQIGNSHV |  | HSTDDPEAAR |  | SSNSKITTTL |
| GLVVHAAADG |  | VALGAAASTS |  | QTSVQLIVFV |  | AIMLHKAPAA |  | FGLVSFLMHA |
| GLERNRIRKH |  | LLVFALAAPV |  | MSMVTYLGLS |  | KSSKEALSEV |  | NATGVAMLFS |
| AGTFLYVATV |  | HVLPEVGGIG |  | HSHKPDATGG |  | RGLSRLEVAA |  | LVLGCLIPLI |
| LSVGHQH    |  |            |  |            |  |            |  |            |

A: Аланін

C: Цистеїн

D: Аспарагінова кислота

E: Глутамінова кислота

F: Фенілаланін

G: Гліцин

H: Гістидин

I: Ізолейцин

K: Лізин

L: Лейцин

M: Метіонін

N: Аспарагін

P: Пролін

Q: Глутамін

R: Аргінін

S: Серин

T: Треонін

V: Валін

Задіяний у таких біологічних процесах, як транспорт іонів, транспорт, альтернативний сплайсинг. 
Білок має сайт для зв'язування з іоном цинку. 
Локалізований у мембрані.